# Иносанто, Дэн
Дэниэль Арка «Дэн» Иносанто (род. 24 июля 1936, Стоктон, Калифорния, США) — американский преподаватель боевых искусств филиппинского происхождения, ученик Брюса Ли.

## Биография
Дэн Иносанто владеет собственной академией боевых искусств в Марина-дель-Рей, Калифорния, где преподаёт философию и искусство джиткундо, филиппинские боевые искусства, кулачный бой, бразильское джиу-джитсу, муай-тай, силат, смешанные боевые искусства.
Его путь изучения боевых искусств начался, благодаря его дяде Винсу, который обучал 11-летнего Дэна традиционному окинавскому карате, а позднее дзюдо и джиу-джицу. После он был учеником Эда Паркера, под руководством которого изучал американское карате-кэмпо, а затем стал учеником Брюса Ли в Лос-Анджелесе, впервые встретившись с ним в 1964 году. Дэн Иносанто является одним из трёх людей, которым Ли разрешил обучать других людей его системе боевых искусств, и единственным, кому он позволил обучать других джиткундо до третьего уровня мастерства. Иносанто также изучал десятки других видов боевых искусств в Северной Америке, Европе и Юго-Восточной Азии (филиппинские боевые искусства, берсилат у Ника Мустафы, пенчак силат, сават, муай-тай у Аджарна Сурачая Сирисуте, краби-крабонг у полковника Наттапонга Буаяма, шут-рестлинг, машаду джиу-джитсу).
После смерти Брюса Ли одно время он был главной фигурой в мире джиткундо и историком этого искусства. Он сыграл несколько второстепенных ролей в ряде фильмов Брюса Ли, в том числе в незавершённом фильме «Игра смерти» (1972). В 1973—1975 годах преподавал физкультуру в средней школе Палос-Вердес-Эстейтс, Калифорния.
Иносанто имеет высшие достижения во многих боевых искусствах, причём чёрный пояс в бразильском джиу-джитсу он получил уже в весьма зрелом возрасте.
Сеть сертифицированных им инструкторов охватывает Австралию, Австрию, Канаду, Германию, Финляндию, Францию, Индию, Италию, Испанию, Швейцарию, Великобританию и США.
Иносанто появлялся в эпизодических ролях в фильмах «Во имя справедливости» (1991), «Большой Стэн» (2007), «Красный пояс» (2008). Документальный фильм «Я — Брюс Ли» демонстрирует другие взаимоотношения между Дэном и Брюсом. Иносанто был учителем Брюса Ли, именно он показал ему работу с нунчаками.
Иносанто опубликовал на YouTube видеоролики, рассказывающие о тренировках в системе и благодарности своему учителю Мартину Уилеру.

## Фильмография

### Актёр
| Год  |   | Русское название                    | Оригинальное название       | Роль                          |
| ---- | - | ----------------------------------- | --------------------------- | ----------------------------- |
| 1978 | ф | Игра смерти                         | Game of Death               | Паскаль / охранник на 3 этаже |
| 1981 | ф | Команда Шарки                       | Sharky's Machine            | первый китаец                 |
| 1981 | ф | —                                   | Skirmish                    | Джулио Монтойя                |
| 1982 | с | Калифорнийский дорожный патруль     | CHiPs                       | помощник Накуры               |
| 1982 | ф | Китайский коротышка                 | Long de ying zi             | н/д                           |
| 1986 | ф | Большой переполох в маленьком Китае | Big Trouble In Little China | наёмный убийца                |
| 1991 | ф | Во имя справедливости               | Out For Justice             | Стикс                         |
| 2003 | в | —                                   | Brazilian Brawl             | Рубен                         |
| 2007 | ф | Большой Стэн                        | Big Stan                    | тюремный шеф-повар            |
| 2008 | ф | Красный пояс                        | Redbelt                     | профессор                     |
| 2015 | ф | Неудачники                          | Underdog Kids               | судья                         |

### Играет самого себя
- 1976 — Дух воина / The Warrior Within
- 1984 — Брюс Ли — человек легенда / Bruce Lee, the Legend
- 1988 — Surviving Edged Weapons
- 1993 — Проклятье дракона / The Curse Of The Dragon
- 1994 — Биография / Biography
- 1995 — Джит Кун до Брюса Ли / Bruce Lee’s Jeet Kune Do
- 1997 — E! Правдивая голливудская история / E! True Hollywood Story
- 1998 — Мистическое происхождение боевых искусств / Mystic Origins of the Martial Arts
- 1999 — Известные семьи / Famous Families
- 2000 — Bruce Lee in G.O.D.: Shibôteki yûgi
- 2000 — Брюс Ли: Путь воина / Bruce Lee: A Warrior's Journey
- 2001 — Reflections on 'The Little Dragon'
- 2002 — Современные воины / Modern Warriors
- 2006 — Наука рукопашного боя / Fight Science
- 2008 — Redbelt: Inside Mixed Martial Arts
- 2008 — Redbelt: Inside Mixed Martial Arts
- 2008 — Redbelt: Fighter Profiles
- 2012 — Я — Брюс Ли / I Am Bruce Lee
- 2012 — Рука с клинком / The Bladed Hand: The Global Impact of the Filipino Martial Arts
- 2012 — The Path of the Dragon
- 2013 — Слишком молод, чтобы умереть / Too Young to Die